# Les Issards

Les Issards este o comună în departamentul Ariège din sudul Franței. În 1 ianuarie 2022 avea o populație de 253 de locuitori.